# Scrophularia tortuosissima
Scrophularia tortuosissima är en flenörtsväxtart som beskrevs av Farideh Attar och Joharchi. Scrophularia tortuosissima ingår i släktet flenörter, och familjen flenörtsväxter. Inga underarter finns listade i Catalogue of Life.